# Форштадский
Форштадский — бывший хутор в Урюпинском районе Волгоградской области, в настоящее время восточная окраина станицы Михайловской.
Село находилось в лесостепи, на восточном берегу озера Еровское.

## История
Хутор образован в результате слияния хуторов Верхне- и Нижнефорштадского (первоначально Форштат Верхний и Средний, затем хутора Верхне- и Среднефорштатские). Оба хутора входили в состав юрта станицы Михайловской Хопёрского округа Области Войска Донского.
В 1928 году хутора включены в состав Урюпинского района Хопёрского округа (упразднён в 1930 году) Нижне-Волжского края (с 1934 года — Сталинградского края). С 1935 года — в составе Хопёрского района Сталинградского края (с 1936 года Сталинградской области, с 1954 по 1957 год район входил в состав Балашовской области). В 1959 году в связи с упразднением Хопёрского района хутора вновь переданы в состав Урюпинского района. Не позднее 1968 года хутора были объединены. Не позднее 1988 года) хутор Форштадский был включён в состав станицы Михайловской

## Население
| Население         | 1859 | 1873 | 1897 | 1915 |
| ----------------- | ---- | ---- | ---- | ---- |
| Верхнефорштадский | 242  | 243  | 348  | 408  |
| Среднефорштадский | 496  | 465  | 414  | 635  |